# DMD 컴파일러
DMD 컴파일러(DMD Compiler, Digital Mars D, 줄여서 DMD)는 D 언어를 위한 최초의 컴파일러다. GDC 컴파일러, LDC 컴파일러와 더불어 D 언어 실행 파일을 만들어 낼 수 있다.
D는 C의 견고함에 C++의 복잡도를 줄이고 C#, 자바와 같은 VM언어의 편리성에 루비, 파이썬과 같은 스크립트 언어의 특성을 채용하여 설계되었다. 다만 실행 파일은 의존성 없는 대상 플랫폼의 순수 바이너리 코드로 만들어진다.
DMD는 버전 1대는 D 스펙 1을 구현하고 있으며 버전 2부터는 D 스펙 2를 지원한다.

## 지원 아키텍처
- FreeBSD
- 리눅스
- 맥 오에스 X
- 윈도우